# Tom Piceu
Tom Piceu (20 oktober 1978) is een Belgische schaker. Sinds 2016 is hij een Internationaal Meester (IM). Hij is lid van schaakvereniging Het Witte Paard in Sas van Gent. 
- In 2002 speelde Tom Piceu mee om het kampioenschap van Vlaanderen: hij eindigde met 3 punten op de vierde plaats.
- Van 2 t/m 10 juli 2005 werd in Aalst het kampioenschap van België bij de heren verspeeld dat door Alexandre Dgebuadze met 7 uit 9 gewonnen werd. Paul Motwani eindigde als tweede met 6.5 punt terwijl Marc Dutreeuw met 5.5 punt op de derde plaats eindigde. Tom Piceu werd veertiende met 3.5 punt
- Van 6 t/m 13 augustus 2005 speelde Tom Piceu mee in het Hogeschool Zeeland schaaktoernooi te Vlissingen en eindigde daar met 6.5 punt uit negen ronden.
- Het Lentetoernooi in Brugge werd door hem gewonnen in 2014 (6.5 uit 7)[1] en 2016 (7 uit 7)[2]. Hij werd tweede op dit toernooi in 2012[3] en 2013[4] terwijl hij in 2015 als derde eindigde.[5]

In 2019 nam hij met het team van HWP Sas van Gent deel aan de European Club Cup in Ulcinj (Montenegro). Zijn individuele score aan het zesde bord was 6.5 pt. uit 7 partijen. Het team eindigde als 24e en was daarmee het beste Nederlandse team.